# Алекс Теллес
Алекс Ніколао Теллес (порт. Alex Nicolao Telles, нар. 15 грудня 1992, Кашіас-ду-Сул, Бразилія) — бразильський футболіст, лівий захисник «Ботафогу».

## Ігрова кар'єра
Вихованець футбольної школи клубу «Жувентуде». Дорослу футбольну кар'єру розпочав 2011 року в основній команді того ж клубу, в якій провів один сезон, взявши участь у 13 матчах чемпіонату.
Своєю грою за цю команду привернув увагу представників тренерського штабу клубу «Греміо», до складу якого приєднався 2013 року. Відіграв за команду з Порту-Алегрі наступний сезон своєї ігрової кар'єри. Більшість часу, проведеного у складі «Греміо», був основним гравцем захисту команди.
2014 року уклав контракт з клубом «Галатасарай», у складі якого провів наступний рік своєї кар'єри гравця. Граючи у складі «Галатасарая» також здебільшого виходив на поле в основному складі команди.
З 2015 року один сезон захищав кольори команди клубу «Інтернаціонале». Тренерським штабом нового клубу також розглядався як гравець «основи».
До складу клубу «Порту» приєднався 2016 року і відіграв за клуб з Порту за чотири роки 195 матчів в усіх турнірах, вигравши з командою два чемпіонства Португалії та по одному Кубку та Суперкубку.
5 жовтня 2020 року англійський «Манчестер Юнайтед» оголосив про підписання бразильського захисника з «Порту» за 15 млн євро. Контракт підписаний на 4 роки з можливістю продовження на 1 рік.

## Виступи за збірні
Теллес також має італійський паспорт, завдяки чому мав право представляти збірну Італії. У жовтні 2016 року Теллес заявив, що буде «вітати» виклик до «Адзуррі», додавши, що його прабабуся і дідусь італійці, і він відчуває себе італійцем. Однак у березні 2019 року він отримав перший виклик до національної збірної Бразилії і дебютував у її складі 23 березня 2019 року в товариському матчі проти Панами.

## Статистика виступів

### Статистика клубних виступів
| Сезон                         | Команда                       | Чемпіонат                     | Чемпіонат | Чемпіонат | Національний кубок | Національний кубок | Національний кубок | Континентальні кубки | Континентальні кубки | Континентальні кубки | Інші змагання | Інші змагання | Інші змагання | Усього | Усього |
| Сезон                         | Команда                       | Ліга                          | Ігор      | Голів     | Ліга               | Ігор               | Голів              | Ліга                 | Ігор                 | Голів                | Ліга          | Ігор          | Голів         | Ігор   | Голів  |
| ----------------------------- | ----------------------------- | ----------------------------- | --------- | --------- | ------------------ | ------------------ | ------------------ | -------------------- | -------------------- | -------------------- | ------------- | ------------- | ------------- | ------ | ------ |
| 2011                          | «Жувентуде»                   | ЧГ+A                          | 11+4      | 0+1       | КБ                 | 0                  | 0                  | -                    | -                    | -                    | -             | -             | -             | 15     | 1      |
| 2012                          | «Жувентуде»                   | ЧГ+A                          | 4+9       | 0+1       | КБ                 | 2                  | 0                  | -                    | -                    | -                    | -             | -             | -             | 15     | 1      |
| Усього за «Жувентуде»         | Усього за «Жувентуде»         | Усього за «Жувентуде»         | 15+13     | 0+2       |                    | 2                  | 0                  |                      | -                    | -                    |               | -             | -             | 30     | 2      |
| 2013                          | «Греміо»                      | ЧГ+A                          | 6+36      | 0+1       | КБ                 | 6                  | 0                  | ЛЧ+КС                | 3+0                  | 0                    | -             | -             | -             | 51     | 1      |
| січ.-лип. 2014                | «Галатасарай»                 | СЛ                            | 15        | 1         | КТ                 | 4                  | 0                  | ЛЧ                   | 2                    | 0                    | СКТ           | -             | -             | 21     | 1      |
| 2014–15                       | «Галатасарай»                 | СЛ                            | 22        | 1         | КТ                 | 7                  | 0                  | ЛЧ                   | 5                    | 0                    | СКТ           | 1             | 0             | 35     | 1      |
| серп. 2015                    | «Галатасарай»                 | СЛ                            | 2         | 0         | КТ                 | -                  | -                  | ЛЧ                   | -                    | -                    | СКТ           | 1             | 0             | 3      | 0      |
| Усього за «Галатасарай»       | Усього за «Галатасарай»       | Усього за «Галатасарай»       | 39        | 2         |                    | 11                 | 0                  |                      | 7                    | 0                    |               | 2             | 0             | 59     | 2      |
| серп 2015–16                  | «Інтернаціонале»              | A                             | 21        | 0         | КІ                 | 1                  | 0                  | -                    | -                    | -                    | -             | -             | -             | 22     | 0      |
| 2016–17                       | «Порту»                       | ПЛ                            | 32        | 1         | КП+КПЛ             | 2+2                | 0                  | ЛЧ                   | 9                    | 0                    | -             | -             | -             | 45     | 1      |
| 2017–18                       | «Порту»                       | ПЛ                            | 30        | 3         | КП+КПЛ             | 5+3                | 0                  | ЛЧ                   | 7                    | 1                    | -             | -             | -             | 45     | 4      |
| 2018–19                       | «Порту»                       | ПЛ                            | 33        | 4         | КП+КПЛ             | 5+4                | 1+0                | ЛЧ                   | 10                   | 1                    | СП            | 1             | 0             | 53     | 6      |
| 2019–20                       | «Порту»                       | ПЛ                            | 31        | 11        | КП+КПЛ             | 5+3                | 1+1                | ЛЧ+ЛЄ                | 2+8                  | 0                    | -             | -             | -             | 49     | 13     |
| 2020–21                       | «Порту»                       | ПЛ                            | 3         | 2         | КП+КПЛ             | 0                  | 0                  | ЛЧ                   | 0                    | 0                    | СП            | 0             | 0             | 3      | 2      |
| Усього за «Порту»             | Усього за «Порту»             | Усього за «Порту»             | 129       | 21        |                    | 29                 | 3                  |                      | 36                   | 2                    |               | 1             | 0             | 195    | 26     |
| 2020–21                       | «Манчестер Юнайтед»           | АПЛ                           | 9         | 0         | КА+КЛ              | 3+1                | 0                  | ЛЧ+ЛЄ                | 4+7                  | 0                    | -             | -             | -             | 36     | 0      |
| 2021–22                       | «Манчестер Юнайтед»           | АПЛ                           | 21        | 0         | КА+КЛ              | 0+1                | 0                  | ЛЧ                   | 4                    | 1                    | -             | -             | -             | 32     | 0      |
| Усього за «Манчестер Юнайтед» | Усього за «Манчестер Юнайтед» | Усього за «Манчестер Юнайтед» | 30        | 0         |                    | 5                  | 0                  |                      | 15                   | 1                    |               | -             | -             | 50     | 1      |
| Усього за кар'єру             | Усього за кар'єру             | Усього за кар'єру             | 283       | 26        |                    | 55                 | 3                  |                      | 60                   | 3                    |               | 3             | 0             | 377    | 32     |

### Статистика виступів за збірну
Станом на 20 червня 2023 року
| Дата       | Місто         | Господарі | Результат | Гості     | Турнір                  | Голи | Примітки |
| ---------- | ------------- | --------- | --------- | --------- | ----------------------- | ---- | -------- |
| 23-3-2019  | Порту         | Бразилія  | 1 – 1     | Панама    | товариський матч        | -    |          |
| 9-10-2020  | Сан-Паулу     | Бразилія  | 5 – 0     | Болівія   | Відбір до ЧС 2022       | -    | 77'      |
| 13-10-2020 | Ліма          | Перу      | 2 – 4     | Бразилія  | Відбір до ЧС 2022       | -    | 69'      |
| 13-11-2020 | Сан-Паулу     | Бразилія  | 1 – 0     | Венесуела | Відбір до ЧС 2022       | -    | 90+6'    |
| 1-2-2022   | Белу-Оризонті | Бразилія  | 4 – 0     | Парагвай  | Відбір до ЧС 2022       | -    |          |
| 29-3-2022  | Ла-Пас        | Болівія   | 0 – 4     | Бразилія  | Відбір до ЧС 2022       | -    | 84'      |
| 23-9-2022  | Гавр          | Бразилія  | 3 – 0     | Гана      | товариський матч        | -    |          |
| 27-9-2022  | Париж         | Бразилія  | 5 – 1     | Туніс     | товариський матч        | -    | 65'      |
| 28-11-2022 | Доха          | Бразилія  | 1 – 0     | Швейцарія | ЧС 2022 - груповий етап | -    | 86'      |
| 2-12-2022  | Лусаїл        | Камерун   | 1 – 0     | Бразилія  | ЧС 2022 - груповий етап | -    | 55'      |
| 25-3-2023  | Танжер        | Марокко   | 2 – 1     | Бразилія  | товариський матч        | -    |          |
| 20-6-2023  | Лісабон       | Бразилія  | 2 – 4     | Сенегал   | товариський матч        | -    | 74'      |
| Усього     |               | Матчів    | 12        |           | Голів                   | 0    |          |

## Титули і досягнення
- Чемпіон Туреччини (1):

«Галатасарай»: 2014-15
- Володар Кубка Туреччини (1):

«Галатасарай»: 2013-14, 2014-15
- Володар Суперкубка Туреччини (1):

«Галатасарай»: 2015
- Чемпіон Португалії (1):

«Порту»: 2017-18, 2019-20
- Володар Суперкубка Португалії (1):

«Порту»: 2018
- Володар Кубка Португалії (1):

«Порту»: 2019–20
- Переможець Ліги Європи (1):

«Севілья»: 2022-23
- Чемпіон Бразилії (1):

«Ботафогу»: 2024
- Володар Кубка Лібертадорес (1):

«Ботафогу»: 2024